# Glenn Murcutt
Glenn Murcutt (London, 1936. július 25. –) ausztráliai építész, a 2002-es Pritzker-díj díjazottja.

## Szakmai élete, ismertetői
Egyik legismertebb épülete az 1999-ben épült Arthur and Yvonne Boyd Education Centre. Munkájára jelentős hatással volt Mies van der Rohe, Alvar Aalto és Pierre Chareau építészete. Épületei jól illeszkednek közvetlen környezetükhöz, az éghajlati viszonyokhoz és energiatakarékosak.